# Eustache-Louis-Joseph Toulotte
Pour les articles homonymes, voir Toulotte.
Eustache-Louis-Joseph Toulotte, né le 13 juin 1773 à Saint-Omer et mort le 2 mai 1860 dans le 5e arrondissement de Paris, est un écrivain et un militant révolutionnaire français.

## Un militant jacobin
Toulotte appartient à une famille marchande de Saint-Omer. Sa mère est une Nicolle.
Jacobin employé de l'administration du Pas-de-Calais, il s'oppose avec Vallé, un autre patriote de la commune, à la levée de troupes prévue dans le district de Saint-Omer, conformément au décret du 24 février 1793 sur la levée en masse de 300 000 hommes. Aussi le représentant en mission Carnot ordonne-t-il leur arrestation, lors d'une séance du directoire du district de Saint-Omer, le 29 mai 1793. À la suite de l'intervention des administrateurs du département du Pas-de-Calais, ils sont élargis le 4 juin, après la fin de la levée,. En bons termes avec Joseph Le Bon, c'est l'un des fondateurs, en août 1793, et l'un des membres les plus influents de la Société montagnarde de Saint-Omer, dont l'objet est d'« éclairer l'opinion publique, de surveiller les autorités constituées, de poursuivre les prévaricateurs, de désourdir les trames scélérates des fauteurs de l'aristocratie »,,. C'est ainsi qu'il prononce le 12 ventôse an II (2 mars 1794) un discours dans le temple de la Raison de Saint-Omer ; imprimé par la Société montagnarde, il est adressé au Comité d'instruction publique de la Convention nationale.
Officier de santé de 3e classe dans l'armée, il est pharmacien à l'hôpital de l'Humanité, ancien collège des jésuites anglais de Saint-Omer. Pendant la réaction thermidorienne, la Société montagnarde est épurée par le représentant en mission Florent-Guiot, avant de disparaître en juin 1795. Dénoncé par le conseil municipal à la commission de santé de Paris comme un être indigne d'occuper un emploi à la solde de la République, Toulotte est destitué de ses fonctions en l'an III par un arrêté du Comité de salut public. Toutefois, grâce à l'appui de ses amis jacobins, le Comité finit par donner l’ordre au ministre de la Guerre de le nommer à l'hôpital militaire du Gros-Caillou.

## La conspiration des Égaux
En l'an IV, il est employé à Paris en qualité de pharmacien à l'hôpital militaire du Gros-Caillou. La décision du Comité de salut public ayant suscité des protestations de la part du Conseil de Santé, qui affirme que l'hôpital du Gros-Caillou regorge de personnel et qu'il ne sait que faire de ce nouveau venu, les autorités militaires lui proposent un poste à l'armée d'Italie ou des côtes de Brest. Toulotte se rend chez le ministre de la Guerre, Claude-Louis Petiet, pour lui demander le motif de cet ordre, puis, celui-ci lui ayant répondu qu'il s'agissait d'un ordre du Directoire exécutif, chez Carnot. Ce dernier lui apprend que c'est à la suite d'une note de police, l'accusant de conspirer contre le gouvernement, que la décision de l'éloigner a été prise. Toulotte refuse de se rendre « dans des contrées où l'on [tolère] l'assassinat des patriotes » et demande qu'on le laisse demeurer à Paris, rentrer chez lui ou rejoindre l'armée du Nord, ce qui lui est refusé. Le 16 floréal (5 mai 1796), on lui propose également l'armée de Rhin-et-Moselle, qu'il rejette également. Destitué de ses fonctions par un arrêté du Directoire exécutif en date du 4 prairial an IV (23 mai 1796), il refuse de quitter le logement qu'il y occupe avec son ami et compatriote Cochet, fonctionnaire également destitué. Lors de la promulgation de la loi du 21 floréal an IV (10 mai 1796), qui enjoint à tous les fonctionnaires destitués de s'éloigner de la capitale, ils changent de quartier et transportent leurs affaires dans un hôtel garni de la place Maubert. C'est là qu'ils sont arrêtés le 12 prairial (31 mai 1796), comme réfractaires à la loi du 21 floréal, en possession de faux passeports. Lecteur assidu du Tribun du peuple de Gracchus Babeuf, qui est « dans ses idées », Cochet croit comprendre que l'intervention de la police est liée à la conspiration des Égaux. Les deux hommes brûlent divers papiers, et la perquisition ne donne rien, sauf des lettres « affectueuses » de Carnot,,,,.
Inculpé pour avoir écrit à Gracchus Babeuf deux lettres annonçant « des principes un peu forts » et avoir eu des liaisons avec Charles Germain et Augustin Darthé, Toulotte comparaît devant la Haute-cour de Vendôme, devant laquelle il refuse de répondre aux questions qui lui sont posées et proteste de son innocence. Il est finalement acquitté, aucune charge n'ayant pu être reconnue contre lui. Son dossier « peut faire présumer qu'il est dévoué aux anarchistes, mais non qu'il ait concouru positivement à l'exécution du complot »,.

## De la proscription à la notabilité
Après l'attentat de la rue Saint-Nicaise, Vannechout, juge au tribunal de première instance de Saint-Omer, écrit le 18 nivôse an IX (8 janvier 1801) au ministre de la Police pour l'informer que Toulotte se trouvait à la date des événements à Saint-Omer, où il fréquentait la maison d'un dénommé Crachet, où les principaux républicains exclusifs de la ville étaient réunis autour d'un dîner, et que plusieurs d'entre eux se rendirent au bureau de poste parce qu'ils attendaient de grandes nouvelles. Inscrit sur la liste des Jacobins proscrits, il embarque à bord de la frégate La Cybèle à destination de Cayenne (sur la liste des détenus à déporter en Guyane, son nom est accompagné de la mention suivante : « d'un caractère tranquille, instruit et aimant l'étude, il pourra être utile dans les colonies »), avant d'être ramené à terre avec un autre prisonnier, François Perrault. Placé en surveillance à Oléron, il s'en évade le 22 pluviôse an IX (11 février 1801), mais il est repris le 29 floréal (19 mai 1801) et conduit à Sainte-Pélagie. Son épouse, une certaine D. Deschaînées, écrit le 27 fructidor an IX (14 septembre 1801) au ministre de la Police pour se plaindre de ce qu'elle n'a pu le voir depuis son arrestation le 29 floréal (19 mai), puis, le 16 messidor an X (5 juillet 1802), à Pierre Marie Desmaret, pour demander son transfert au Temple, qui est plus près de son logement (elle doit lui porter sa nourriture tous les jours, alors qu'elle allaite un enfant et que l'aîné est encore au berceau), où « il respirerait un air plus salubre, jouirait de la promenade et s'occuperait de littérature pour charmer son ennui » pour demander la permission de le voir. Le 6 thermidor an X (25 juillet 1802), au bout de quatorze mois de détention, il demande un passeport pour Amsterdam, où il doit se fixer. Après son élargissement, son épouse demande à son tour un passeport pour le suivre. En brumaire an XIII, Toulotte se trouve à Lille, en liberté, mais sous surveillance ; sa mère adresse une supplique en sa faveur à l'Empereur lors de son passage à Saint-Omer.  Le 20 novembre 1807, en surveillance à Lille, Toulotte sollicite la levée de cette mesure, avec l'appui du préfet du Nord, François René Jean de Pommereul, qui transmet sa demande ; celle-ci est acceptée,,. Abonné, la même année, aux Lettres philosophiques de Jacques-Rigomer Bazin, comme d'anciens jacobins ou babouvistes et plusieurs libéraux (de Pierre-Antoine Antonelle et Philippe Buonarroti à Germaine de Staël, en passant par Claude Henri de Rouvroy de Saint-Simon), il devient ensuite rédacteur, puis chef de division de divers ministères, dont celui de l'instruction publique. En 1811, il est nommé chef du bureau central de la police, à Lille, « fonction qu'il [remplit] avec autant de zèle et d'intelligence que  d'intégrité », jusqu'à l'arrivée des Bourbons,. Ainsi, en novembre 1812, il dénonce des habitants de Lille répandant des bruits alarmants pour donner plus de prix aux remplaçants de conscrits dont ils se sont emparés.
Sous la Première Restauration, et jusqu'au 15 mai 1815, il est inspecteur de la Librairie à Paris.
Pendant les Cent-jours, Toulotte s'adresse en avril au ministre de l'Intérieur Carnot pour lui demander une place. Celui-ci le fait nommer, le 15 mai 1815, sous-préfet de l'arrondissement de Saverne, dans le Bas-Rhin,. Jean-Jacques Guizot, frère de François Guizot lui succède le 5 avril 1819.
En 1816, lors de l'affaire dite « des Patriotes », la police s'appuie sur la liste des proscrits de l'an IX, imprimée en l'an X, pour l'arrêter, avec d'autres babouvistes (comme Jean-Baptiste-Antoine Lefranc ou René-François Bescher, un autre acquitté du procès de Vendôme en 1797) et le fils de Gracchus Babeuf, Émile,,. Toutefois, il ne fait pas partie des 28 prévenus jugés par la cour d'assise de Paris en juillet.
Par la suite, Toulotte occupe les fonctions de juge.

## Un littérateur libéral
Sous la Restauration, il se consacre à la littérature. Dans La Cour et la ville, Paris et Coblentz, ou l'Ancien régime et le nouveau considérés sous l'influence des hommes illustres et des femmes célèbres depuis Charles IX jusqu'à Charles X, il attaque les opinions littéraires de Madame de Genlis. Quant à son Histoire philosophique des empereurs, depuis César jusqu'à Constantin, elle est dédiée à des figures de l'opposition libérale : Benjamin Constant, défenseur de la liberté d'opinion, à Voyer d'Argenson, défenseur des Protestants, et au général de Pommereul, « revenu de l'exil dans la soixante-quinzième année de son âge ». En 1829, il publie L'Homme blanc des rochers, un roman indien adapté de l'anglais Thomas Ashe et inspiré de Walter Scott, considéré par Jules Janin comme « le plus insipide bavardage qui se soit écrit sous le soleil »,. Selon Antoine-Alexandre Barbier, il a également publié divers ouvrages sous le pseudonyme de Civique de Gastine.
Il prononce un discours lors des funérailles de plusieurs personnalités : celles de François-Joseph Talma, en 1826, et de son ami Eugène Constant Joseph César Gossuin, le 12 avril 1827, toutes deux au cimetière du Père-Lachaise, ; celles de l'ancien conventionnel Joseph François Laignelot, en 1829, au cimetière du Montparnasse, avec l'avocat Pierre Grand,.
En juin 1830, il publie un périodique, Le Réformateur ou l'Écho de la Religion et du Siècle, journal religieux, politique et littéraire de 56 pages édité par « une société d'ecclésiastiques et de gens de lettres », dont il est l'unique rédacteur, bien que plusieurs articles soient signés : « Un prête exerçant le ministère ». Le second numéro, de juillet, n'est pas paru, bien qu'il ait pu être imprimé chez Poussin, au 2, rue de la Tabletterie.
Le 10 février 1836, il témoigne au procès Fieschi devant la Cour des pairs en faveur de Bescher, l'un des coaccusés.
De 1831 à 1860, il bénéficie d'une indemnité du Ministère de l'Instruction publique.

## Œuvres
- Discours prononcé dans le Temple de la Raison, par Toulotte, organe de la Société Montagnarde de Saint-Omer. 12 ventôse an II, pièce in-4°
- Toulotte à ses concitoyens, Saint-Omer, Fertel, an II, pièce in-8° de 12 p.
- Le Dominicain, ou Les crimes de l'intolérance et les effets du célibat religieux, par T......E, Paris, Pigoreau, an XI (1803), 4 vol. in-12[39]
- Eugénie, ou La sainte par amour, nouvelle historique précédée d'une Notice sur l'amour, par T......E, Paris, Vve Lepetit, 1809, in-12, 246 pages[40]
- Grammaire française, utile et nécessaire à toutes les maisons d'éducation, particulièrement à celles des jeunes demoiselles et aux personnes qui n'ont point fait d'études, mais qui veulent apprendre avec succès la langue française et l'orthographe, par M. Roy, ancien maître de pension et instituteur, deuxième édition, revue, corrigée et augmentée, suivie de notes de M. Toulotte, chef de la division de l'Instruction publique à la préfecture du Nord, à Lille, Paris, Libraire Béchet, 1810, 1 vol. in-12[41]
- Histoire de l'Arabie, 1812, 1 vol. in-8°
- De la liberté des peuples et des droits des monarques appelés a les gouverner ; dédié à Eugène Vail, citoyen des États-Unis d'Amérique, et ex-secrétaire d'ambassade près le gouvernement français, par Civique de Gastine, Paris, chez les marchands de nouveautés, 1818, 123 pages, in-8°
- Histoire de la république d'Haïti ou Saint-Domingue: l'esclavage et les colons, par Civique de Gastine, Paris, Plancher, 1819, 264 pages, in-8°
- Pétition à MM. les députés des départements, sur la nécessité où se trouve la France de faire un traité de commerce avec la république d'Haïti et sur les avantages qu'en retireraient les deux nations, Paris, 1821, in-8°
- Lettre au pape, sur les prétentions du sacerdoce et les dangers de revoir le diadème soumis à la tiare, par Civique de Gastine, citoyen français, auteur de la Liberté des peuples, etc., etc., etc., Londres (Paris), chez les marchands de nouveautés, 1821, In-8 °
- Lettre au Roi sur l'indépendance de la république d'Haïti et l'abolition de l'esclavage dans les colonies françaises, par Civique de Gastine, Paris, chez les marchands de nouveautés, 1821, In-8°, 84 pages
- Exposé d'une décision extraordinaire, rendue par la régie des Droits-réunis, qui exile un citoyen français pour un écrit prétendu séditieux, par Civique de Gastine, Paris, Imprimerie de F.-P. Hardy, 1822, In-8°, 59 pages
- Histoire philosophique des empereurs, depuis César jusqu'à Constantin, ou Comparaison de leurs institutions, des événemens de leurs siècles et de l'état du genre humain sous le paganisme, avec la civilisation des temps modernes, par M. Toulotte, ancien sous-préfet, Paris, Thomine et Fortic, 1822, 3 vol. in-8°  (2e édition en 1829)[42]
- Histoire abrégée des empereurs, depuis César jusqu'à Constantin, par M. Toulotte, ancien sous-préfet, Paris, Guillaume, 1824, 2 vol. in-12
- Discours prononcés sur la tombe de M. Gossuin, ancien député, ex-administrateur général des forêts, Paris, Imprimerie de Cosson, 1827, In-8°, 18 pages
- La Cour et la ville, Paris et Coblentz, ou l'Ancien régime et le nouveau considérés sous l'influence des hommes illustres et des femmes célèbres par leur conduite, leurs doctrines et leurs écrits, depuis Charles IX, Henri IV et Louis XIV, jusqu'à Napoléon, Louis XVIII et Charles X, par M. Toulotte, auteur de l'Histoire philosophique des empereurs romains, etc., etc., Paris, A. Costes, 1828, 2 vol. in-8°
- Le Parti-prêtre, considéré comme ennemi de la religion, des rois et de toute publicité, par M. Toulotte, ancien magistrat, Paris, Amable Coste, 1828, in-8°, 82 pages
- Histoire de la barbarie et des lois au Moyen Âge, de la civilisation et des mœurs des anciens, comparées à celles des modernes ; de l'Église et des gouvernements ; des conciles et des assemblées nationales chez différents peuples, et particulièrement en France et en Angleterre, par Toulotte, ancien magistrat, auteur de l'Histoire philosophique des empereurs romains, de la Cour et la Ville, etc., et Ch. Théodore Riva, Avocat à la Cour royale de Paris (en collaboration avec Charles-Théodore Riva), Paris, L. Dureuil, 1829, 3 vol. in-8°
- L'Homme blanc des rochers, ou Loganie et Délia, par M. Toulotte, auteur de la Cour et la Ville, etc. (traduction du roman de Thomas Ashe), Paris, Eugène Renduel, 1829, 4 vol. in-12

## Sources partielles
- Jean Lambert Derheims, Histoire civile, politique, militaire, religieuse, morale et physique de la ville de Saint-Omer, chef-lieu judiciaire du département du Pas-de- Calais: ou, Annales historiques, statistiques et biographiques de cette ville, depuis son origine jusqu'à nos jours, Imprimerie d'A. Lemaire, 1843, 767 pages, p. 752
- Jean Destrem, Les Déportations du Consulat et de l'Empire (d'après des documents inédits) : index biographique des déportés, Paris, Jeanmaire, 1885, 1 vol. (VI-526 p.), in-18, p. 495-496
- Robert Legrand, Babeuf et ses compagnons de route, Société des études robespierristes, 1981, 454 pages, p. 345
- Henri Piers, Hector Beaurepaire Piers, Biographie de la ville de Saint-Omer, J.B. Lemaire, 1835, 283 pages, p. 278
- Joseph-Marie Quérard, La France littéraire, ou dictionnaire biographique, Paris, Firmin Didot frères, 1838, tome 9, p. 513-514
- « Les sociétés populaires à Saint-Omer pendant la Révolution 1789-1795 », Mémoires de la Société des antiquaires de la Morinie, Société des antiquaires de la Morinie, Saint-Omer, Imprimerie de Chanvin fils, tome 28, 1906-1907, p. 351-517 (p. 388-446 pour la Société populaire dite des Montagnards)